# 伊藤ミライ
伊藤 ミライ（いとう ミライ、1992年4月9日 - ）は、日本のタレント、レースクイーン 、グラビアタレント。

## 来歴・人物
2014年「pinktokyoグラビアクィーンコンテスト」3位入賞。特技は指ぱっちんでいつでもいい音を出せること。趣味は可愛い物を集めること、お掃除すること。

## 活動

### イベントコンパニオン
- 2017 アイドル赤坂デリシャカス

## 出演

### テレビ
- 金スマ赤服

## 作品

### DVD
- 爆乳ボンバー（2013年4月23日、パッション）
- ぷるるんBOMB （2013年10月29日、オルスタックソフト）
- G-SPOT（2014年9月26日、グラッソ）
- 柔らかな時の中で（2015年7月23日、グラッソ）
- 未来予想乳 （2016年12月26日、アイドル発掘制作委員会）
- 私の彼は大きいおっぱいが大好き♡ （2021年7月30日、スパイスビジュアル）